# Bulbophyllum decurvulum
Bulbophyllum decurvulum är en orkidéart som beskrevs av Rudolf Schlechter. Bulbophyllum decurvulum ingår i släktet Bulbophyllum och familjen orkidéer. Inga underarter finns listade i Catalogue of Life.